# تدفین رضاشاه پهلوی (تمبر)
تمبر تدفین رضاشاه پهلوی که با نام‌های تمبر مقبره یا تمبر آرامگاه رضاشاه نیز شناخته می‌شود، تمبری از نوع یادبود است که به مناسبت پایان ساخت آرامگاه رضاشاه و تدفین وی در این مکان در ۱۷ اردیبهشت سال ۱۳۲۹ خورشیدی، در ۲ سری چاپ گردید. این تمبر توسط پست ایران در همان سال منتشر گردید.
ارزش ریالی این تمبر در دو قطعه ۵۰ دینار به رنگ قهوه ای و ۲ ریال سیاه رنگ است و با تصویری از آرامگاه وی و رضاشاه در سال‌های آخر حکومت به چاپ رسیده‌است.
این آرامگاه ۳۰ سال بعد، پس از پیروزی انقلاب اسلامی ایران و در اردیبهشت سال ۱۳۵۹ به دستور حاکم شرع وقت صادق خلخالی توسط نیروهای سپاه به کلی ویران شد. استحکام این سازه بتونی به حدی بود که تخریب کامل آن باوجود به کاربردن ماشین‌آلات سنگین مکانیکی و دستگاه‌های تخریب و همچنین استفاده از مواد منفجره و دینامیت ۲۰ روز زمان برد. پس از تخریب و جستجو، پیکر رضاشاه یافت نشد.